# Keoma
Keoma este un western spaghetti din 1976. Regizat de Enzo G. Castellari, îl are în rolul rolul principal pe Franco Nero. Considerat unul dintre cele mai bune westernuri spaghetti din perioada de declin a genului, este cunoscut pentru implementarea unor tehnici cinematografice contemporane (precum steadicam, slow motion⁠(d) și scene panoramice⁠(d)) și coloana sonoră de Guido & Maurizio De Angelis⁠(d).

## Rezumat
După Războiul Civil American, fostul soldat al Uniunii⁠(d), Keoma Shannon (Franco Nero), născut dintr-un tată alb și o mamă amerindiană, revine în orașul natal. Acesta descoperă că frații său vitregi au încheiat o înțelegere cu un tiran local numit Caldwell. Banda sa guvernează așezarea cu o mână de fier. Cu ajutorul tatălui său (William Berger) și al lui George (Woody Strode), un vechi prieten de culoare, Keoma încearcă să elibereze orașul de sub controlul lor. De asemenea, dă dovadă de compasiune când salvează o femeie însărcinată dintr-un grup trimis de Caldwell într-o tabără minieră destinată bolnavilor de ciumă. Pe parcursul filmului, Keoma este urmărit de spectrul unei bătrâne („Vrăjitoarea”) care i-a salvat viața în timpul unui masacru.

## Distribuție
- Franco Nero - Keoma Shannon
- William Berger - William H. Shannon
- Olga Karlatos - Liza Farrow
- Woody Strode - George
- Orso Maria Guerrini - Butch Shannon
- Gabriella Giacobbe - Vrăjitoarea
- Antonio Marsina - Lenny Shannon
- John Loffredo - Sam Shannon
- Donald O'Brian - Caldwell
- Leon Lenoir - doctorul León Lenoir
- Wolfango Soldati - Wolf, soldat confederat
- Victoria Zinny - proprietarul bordelului
- Riccardo Pizzuti - membru al bandei lui Caldwell #1
- Alfio Caltabiano - membru al bandei lui Caldwell #2

## Producție
În timpul filmărilor pentru 21 Hours la München⁠(d), Franco Nero a fost abordat de Enzo G. Castellari și de producătorul Manolo Bolognini cu privire la realizarea unui western spaghetti, deși popularitatea genului era în scădere. La vremea respectivă, nu exista încă un scenariu, dar Nero, Castellari și Bolognini au decis să-și numească proiectul Keoma⁠(d), nume amerindian care, conform producătorului, însemna „libertate” (în realitate, termenul înseamnă „departe”).
Keoma urma să fie o continuare a filmului Django⁠(d), regizat de Sergio Corbucci și coprodus de Bolognini. Prima schiță a scenariului⁠(d) a fost scrisă de actorul George Eastman⁠(d) (Luigi Montefiori), iar aceasta a fost dezvoltată de Mino Roli și Nico Ducci. Echipa a primit scenariul la trei zile după inițierea filmărilor și a fost abandonat repede de Castellari și Nero, cei doi fiind de acord că textul este incompatibil cu genul western. Regizorul a rescris scenariul în fiecare zi pe parcursul filmărilor, fiind influențat atât de sugestiile venite din partea membrilor distribuției și ai echipei, cât și de lucrările lui Shakespeare și Sam Peckinpah. Dialogul a fost scris de actorul John Loffredo⁠(d); totuși, Nero a formulat o mare parte din replicile sale, inclusiv dialogul final cu „Vrăjitoarea”. Într-un interviu din 2012, Nero a explicat că a preluat o replică din cartea Cowboy and the Cassack de Clair Huffaker⁠(d) pentru scena cu Vrăjitoarea.
Filmul a fost turnat pe o perioadă de opt săptămâni, majoritatea scenelor principale fiind realizate la Studiourile Elios din Roma, în același studio în care Corbucci filmase Django. Platourile de filmare aveau nevoie de reparații majore, fapt care a simplificat filmările lui Castellari, deoarece echipa nu erau nevoită să rearanjeze decorul. Unele scene au fost turnate în Lago di Camposecco.
Conform lui Nero, muzica formației Guido & Maurizio De Angelis⁠(d) a fost inspirată de Leonard Cohen.

## Lansare
Keoma a avut premiera în Italia pe 25 noiembrie 1976 și a fost considerat un succes modest la acea vreme. Filmul a încasat în total 1.571.995.000 de lire italiene la nivel național după lansarea în cinematografe.
În unele țări, filmul a fost promovat ca parte a francizei Django. În Franța a fost difuzat sub numele Django Rides Again, iar în Germania de Vest sub numele Django's Great Return. În Marea Britanie, filmul a fost lansat în 1977 de Intercontinental Films sub numele The Violent Breed, în timp ce Vadib Productions a lansat filmul în Statele Unite cu titlul Keoma the Avenger în 1978.